# Oman
El Sultanat d'Oman (àrab: سلطنة عُمان, Salṭanat ʿUmān) és un estat d'Àsia situat a l'Orient Mitjà, a la punta sud-est de la península d'Aràbia. Fa frontera amb els Emirats Àrabs Units al nord, amb l'Aràbia Saudita a l'oest i amb el Iemen al sud-oest, mentre que a l'est és banyat pel golf d'Oman al nord del cap Ra's al-Hadd i pel mar d'Aràbia al sud d'aquest cap.

Mapa d'Oman (en anglès)

## Història
L'arqueologia sembla confirmar que Oman fou l'antic país de Makan o Magan. Al primer mil·lenni es van produir emigracions procedents del Iemen amb el domini dels himyarites sobre Aràbia del sud-oest. Des del segle vi aC fins a l'arribada de l'islam en el segle vii Oman va estar sota el govern i la influència de tres dinasties perses: els aquemènides, els parts i els sassànides. Aquests últims succeïren els parts durant el segle iii i van governar fins a l'arribada de l'islam. Els grecs i romans l'anomenaven Omana.

### Seglevii
Des del temps d'Artaxerxes I, el fundador de la dinastia sassànida, el 226, els perses van exercir un domini polític i econòmic sobre la regió de Mazun, la zona costanera del nord d'Oman. El nom de mazun s'hauria donat a la regió i als habitants (principalment als Azd) i era equivalent a uluj (bàrbar) o estranger, als quals es donava un nom a cada país (coptes a Egipte, samuran al Iemen) i tenia caràcter pejoratiu, i a Oman se'ls donava per haver-se sotmès als perses.

### Segleviiiisegleix
Oman va adoptar l'islam el segle vii, encara en vida del profeta Mahoma. L'any 751, amb la caiguda del Califat Omeia, els musulmans ibadites, una branca moderada dels kharigites, van establir un imamat a Oman. L'Ibadisme s'havia convertit en la secta religiosa dominant el segle viii. Actualment Oman és l'únic país del món musulmà amb una població majoritàriament ibadita. L'ibadisme és conegut pel seu «conservadorisme moderat». Un tret distintiu d'aquesta facció musulmana és l'elecció del seu governant mitjançant el consens i el consentiment comunal.
Fins al 1970 el títol polític dels governants de la nació fou «sultà de Masqat i Oman», i implicava una autoritat sobre dues cultures polítiques irreconciliables: la tradició costanera de Masqat, més cosmopolita i secular i governada pel sultà, i la tradició interior, d'origen tribal i conservador i governada per un imam triat segons els principis ideològics de l'ibadisme. Des de l'ascens de la dinastia Al Said el 1744, la cultura de Masqat ha estat la dominant políticament, tot i que la tradició de l'imam ibadita ha experimentat períodes d'apogeu intermitents, ha desaparegut en alguns períodes, encara que va sobreviure fins a mitjan segle xx. La política d'Oman sovint ha girat entorn de l'enfrontament de sultà i imam, encara que algunes dinasties han aconseguit controlar ambdues posicions.
Tanmateix, malgrat la formació d'aquests dos poders locals, al llarg del temps el territori va ser conquerit per diversos poders estrangers, que sovint van utilitzar els enfrontaments entre imam i sultà segons els seus interessos.

### Història medieval i moderna
Entre els anys 931-932 i 933-934 la secta dels qármates es va apoderar d'Oman en dues ocasions. Entre 972-1050 el territori va ser part del domini de la dinastia dels buwàyhides. Entre 1053-1154 Oman va passar a formar part de l'Imperi dels turcs seljúcides.
Finalment, l'any 1154 va arribar al poder la dinastia nabhanita, d'origen local, que va prendre el control i va governar el país fins a 1470, llevat d'un període entre 1406-1433.
L'1 d'abril de l'any 1515 els portuguesos van conquerir la ciutat de Masqat, per controlar les rutes comercials locals, i van retenir la seva conquesta fins al 26 de gener de 1650, encara que els turcs Otomans van aconseguir conquerir-la entre 1550-1551 i 1581-1588.
D'altra banda cap a l'any 1600 va ser restaurat temporalment el govern de la dinastia Nabhani, que es va mantenir fins a 1624, quan els governants nabhani van ser substituïts per l'imamat iarubita.
L'imamat iarubita va aconseguir recuperar Masqat als portuguesos el 1650, amb la qual cosa els va foragitar de la zona. La dinastia iarubita va estendre les seves conquestes, apoderant-se de les colònies portugueses a Àfrica Oriental i introduint la seva influència en el tràfic d'esclaus. L'any 1719 va ser nomenat a la successió l'imam Saif ibn Sultan II, però la seva candidatura va fer esclatar les rivalitats entre els ulemes encarregats de la seva elecció i va esclatar la guerra entre les dues principals tribus, els Hinwi i els Ghafiri, que recolzaven Saif. Finalment Saif ibn Sultan Ii va assumir el poder el 1748 després que els dos líders tribals haguessin mort en batalla, però la rivalitat tribal va continuar, i la faccionalitació del país va afavorir els iranians que ja havia ocupat Masqat i Sohar el 1743.
Els iranians ja havien ocupat la costa omanita en diverses ocasions, com d'altres poders estrangers. L'ocupació iraniana va proporcionar ordre a la diversitat religiosa i ètnica de la zona, encara que la intervenció a favor d'una dinastia impopular va produir una revolta, liderada per l'imam Ahmad ibn Said al Said, que va ser elegit sultà de Masqat el 1744 després de l'expulsió dels perses. La posició de sultà de Masqat romandria a les mans del clan d'Al-Said fins i tot quan van perdre el control de l'imamat d'Oman.
Els cismes dins de la dinastia governant van començar ja a la mort d'Ahmad ibn Said el 1783 i posteriorment es van manifestar en la divisió de la família en dos llinatges. El llinatge del Sultà ibn Ahmad Al Said (1792-1806) que controlava la costa i tenia un control nominal sobre la resta del país; i el llinatge Qais, amb autoritat sobre les regions d'Al Batinah i Ar Rustaq. Durant el govern del Sultà Said ibn Sultan Al Said (1806-1856), Oman va desenvolupar les seves colònies a Àfrica Oriental, es va beneficiar del tràfic d'esclaus i es va convertir en un gran poder a la zona durant el segle xix gràcies al control de l'illa de Zanzíbar davant la costa africana i l'important port de Mombasa, i també Gwadar a l'actual Pakistan, la qual cosa els va permetre controlar importants rutes comercials. Tanmateix, quan els britànics van declarar l'esclavitud il·legal a mitjan segle xix, la prosperitat del soldanat d'Oman es va reduir. L'economia del país, basada en el tràfic d'esclaus, es va col·lapsar, i moltes famílies omanites van emigrar a Zanzíbar. La població de Masqat es va reduir de 55.000 habitants a 8.000 entre la dècades de 1850 i 1870.
Quan el sultà Saïd ibn Sultan va morir el 1856, el van succeir el seu fill Thuwayni ibn Said a Masqat i l'altre fill Madjid ibn Said a Zanzíbar. A la seva mort el 1866 va pujar al tron Salim (II) ibn Thuwayni. El poder va caure en mans de l'imam Azzan ibn Kays de Suhar del 1868 al 1871. Mort Azzam, va pujar al poder Turki ibn Said (1871-1888). El seu fill Faysal ibn Turki va ser el següent (1888-1913). El 1891 esdevingué un protectorat britànic. Taimur ibn Faysal (1913-1932) i Said ibn Taimur (1932-1970) foren els següents. El soldà Said ibn Taimur, molt conservador i tradicional, que va viure quasi sempre a Salala, va ser enderrocat pel seu fill Qabus ibn Said, partidari d'una major modernització sota el qual el país va esdevenir independent (1971) i va prosperar empès pels beneficis del petroli, tot i que resta una monarquia absoluta.

## Política
El cap d'Estat i de govern és el sultà Haitham ibn Tariq, successor del seu cosí Qabus ibn Said, de la dinastia Al Bu-Saïd. En la dècada de 1990, el sultà va instituir un consell assessor electe, el Majlis ash-Shura', una Cambra Baixa de 83 membres, els membres de la qual podien votar un grup de 190.000 ciutadans el 1997, i sobre el qual el sultà tenia poder de veto o aprovació. El 1996 es va instituir la Cambra Alta o el Majlis ad-Dawla, de 41 membres, triats pel sultà.
No existeix cap Constitució i la justícia està repartida entre la Cort Suprema i les corts tradicionals Islàmiques.
Les funcions del sultà són bàsicament les d'un monarca absolut, sense democràcia ni institucions.

## Geografia

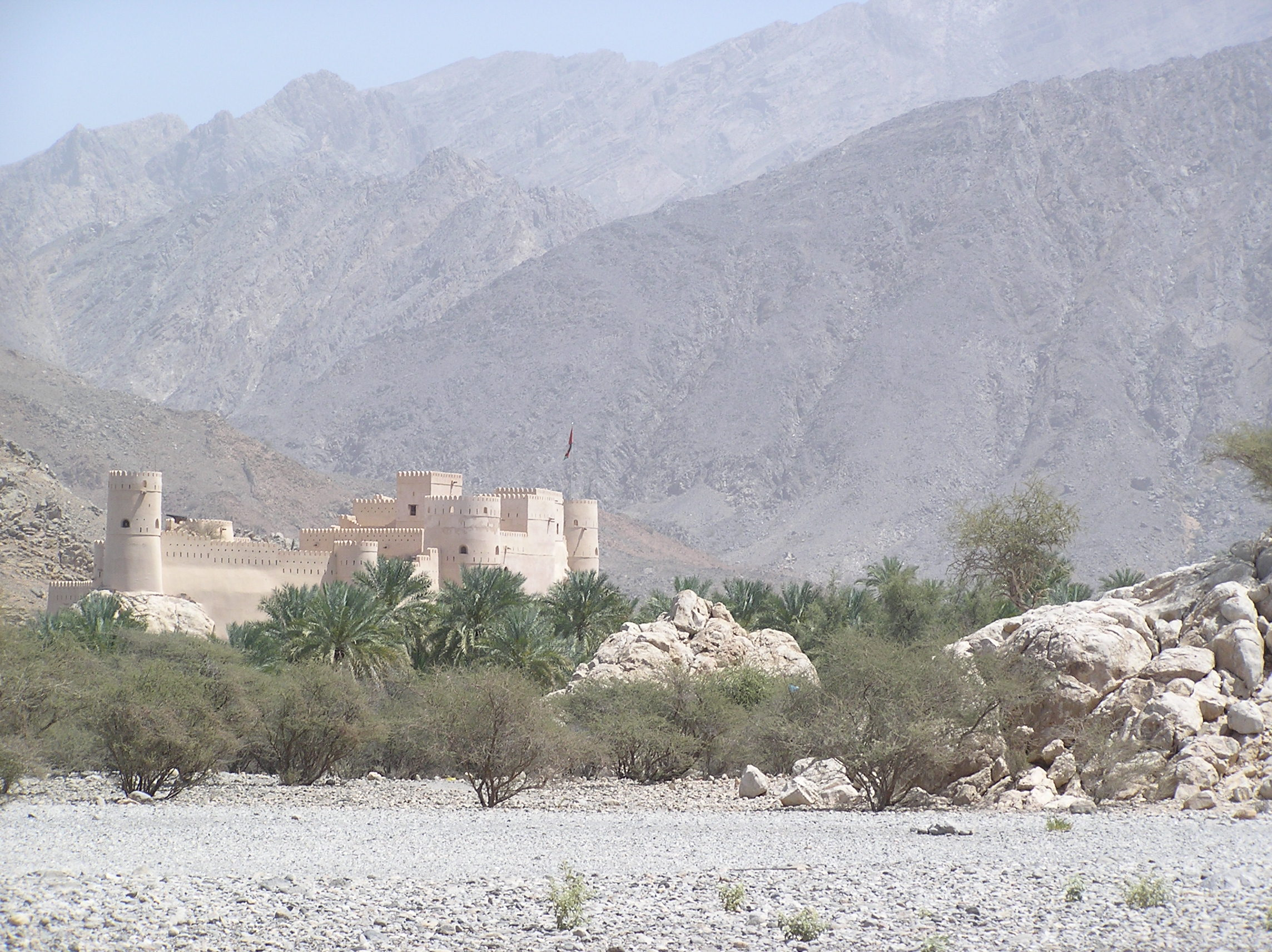
Darrere del fort Najal, al nord d'Oman, les muntanyes d'Al Hajar.

Oman, situat al sud-est de la península Aràbiga amb una costa de prop d'1.600 km i quatre regions naturals: la plana costanera; un vast i pla desert que cobreix gran part del centre d'Oman; el Dhofar, al sud, on es troba la ciutat de Salalah; i les cadenes muntanyenques sobre la costa nord, el cim més alt de les quals és el Jabel Sham, amb 3.000 msnm, muntanyes que deixen una franja plana en la costa nord on estan localitzades les principals ciutats del país, Masqat (la capital), Matrah i Sur al nord, i al sud. El clima d'Oman a l'interior és calent i sec, però en les costes és humit.
La península de Ras Musandam, que té una posició estratègica a l'estret d'Ormuz, està separada de la resta del país pels Emirats Àrabs Units. No totes les fronteres d'Oman amb aquest país estan definides. Oman té un exclavament dins dels EAU, la ciutat de Madha. El sultanat és considerat un dels quinze estats que són denominats Bressol de la Humanitat.

### Divisió administrativa

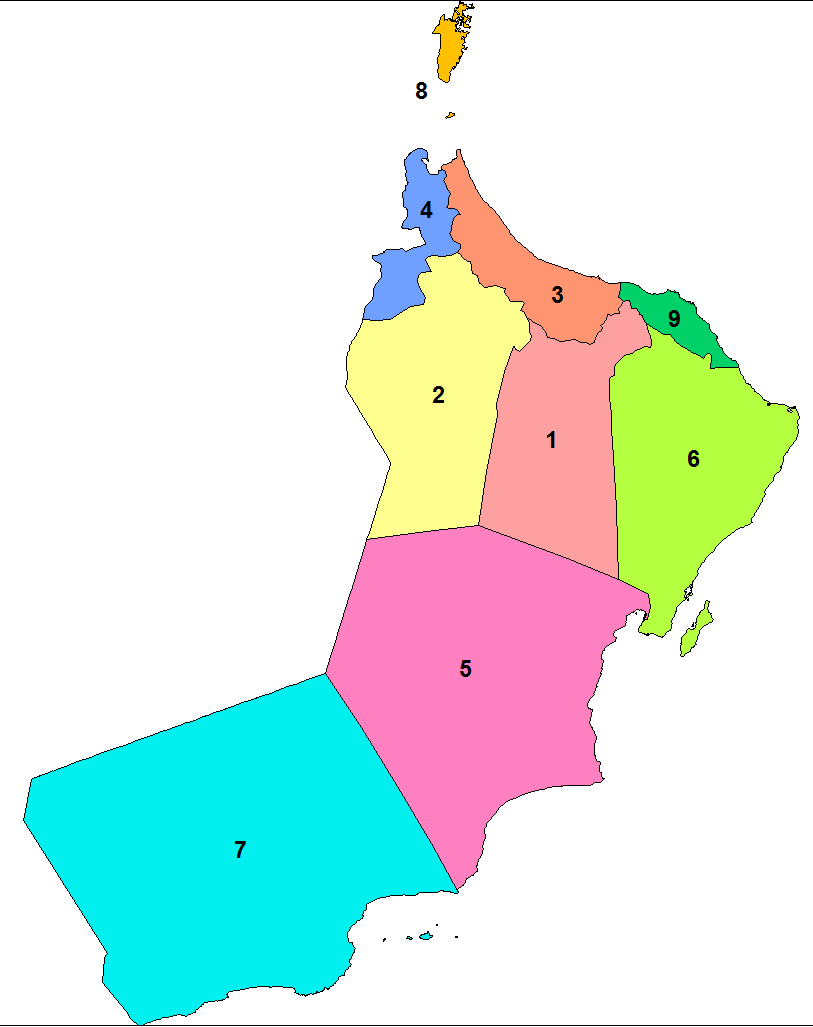
Subdivisions d'Oman

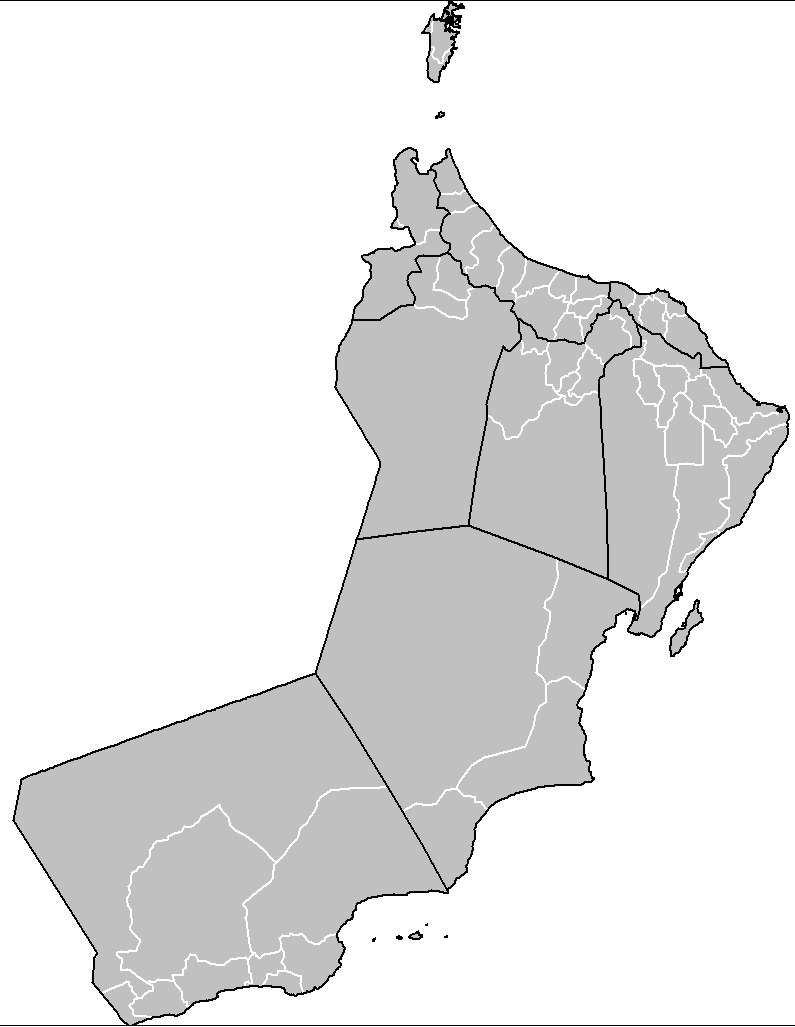
Mapa amb les regions i governacions i les seves subdivisions

Oman està dividida en cinc regions (míntaqa) i quatre governacions o províncies (muhàfadha). Al seu torn les regions i governacions estan subdividides en un total de 61 districtes (wilaya). Cada regió o governació té almenys un centre regional i en total hi ha 12 centres.
| Número en el mapa         | Subdivisió                   | àrab            | Ciutat principal | Àrea km² | Població Cens del 2003 | wilayat |
| ------------------------- | ---------------------------- | --------------- | ---------------- | -------- | ---------------------- | ------- |
| Regions (míntaqes)        |                              |                 |                  |          |                        |         |
| 1                         | Ad-Dakhiliyah                | منطقة الداخلية  | Nizwa            | 31.900   | 267.140                | 8       |
| 3                         | Al-Batinah                   | منطقة الباطنة   | Suhar            | 12.500   | 653.505                | 12      |
| 5                         | Al-Wusta                     | المنطقة الوسطى  | Haima (Hayma)    | 79.700   | 22.983                 | 4       |
| 6                         | Ash-Sharqiyah o al-Sharkiyya | المنطقة الشرقية | Sur              | 36.800   | 313.761                | 11      |
| 2                         | Ad-Dhahirah                  | منطقة الظاهرة   | Ibri             | 37.000¹) | 130.177                | 3       |
| Governacions (muhàfadhes) |                              |                 |                  |          |                        |         |
| 9                         | Governació de Musqat         | محافظة مسقط     | Seeb             | 3.500    | 632.073                | 6       |
| 8                         | Governació de Musandam       | محافظة مسندم    | Khasab           | 1.800    | 28.378                 | 4       |
| 7                         | Governació de Dhofar (Zufar) | محافظة ظفار     | Salalah          | 99.300   | 215.960                | 10      |
| 4                         | Governació d'al-Buraymi      | محافظة البريمي  | al-Buraymi       | 7.000    | 76.838                 | 3       |
| Total                     | Oman                         | سلطنة عمان      | Masqat           | 309.500  | 2.340.815              | 61      |

### Clima
Com la resta de països del golf Pèrsic, Oman té un dels climes més calorosos del món, amb temperatures estiuenques a Masqat i al nord d'Oman de 30 a 40 °C. Oman rep poques precipitacions, amb una mitjana anual a Musqat de 100 mm, que tenen lloc sobretot al gener. Al sud, la zona de les muntanyes Dhofar, prop de Salalah, hi ha un clima de tipus tropical i rep precipitacions estacionals des de finals de juny fins a finals de setembre com a conseqüència dels vents monsònics de l'oceà Índic, que deixen l'aire estiuenc saturat d'humitat i boira. Les temperatures estivals a Salalah oscil·len entre els 20 i els 30 °C, relativament fresques en comparació amb el nord d'Oman.
Les zones de muntanya reben més precipitacions i les precipitacions anuals a les parts més altes del Djebel Akhdar probablement superin els 400 mm. Les baixes temperatures a les zones muntanyenques fan que quedin cobertes de neu un cop cada pocs anys. Algunes zones de la costa, particularment prop de l'illa de Masira, no reben gens de pluja durant tot l'any. El clima és generalment molt calorós, amb temperatures que arriben als 54 °C durant la temporada calorosa, de maig a setembre.
El 26 de juny de 2018, la ciutat de Qurayyat va establir el rècord de temperatura mínima més alta durant un període de 24 hores, amb 42,6 °C.
| Dades climàtiques a Masqat         | Dades climàtiques a Masqat | Dades climàtiques a Masqat | Dades climàtiques a Masqat | Dades climàtiques a Masqat | Dades climàtiques a Masqat | Dades climàtiques a Masqat | Dades climàtiques a Masqat | Dades climàtiques a Masqat | Dades climàtiques a Masqat | Dades climàtiques a Masqat | Dades climàtiques a Masqat | Dades climàtiques a Masqat | Dades climàtiques a Masqat |
| Mes                                | gen                        | febr                       | març                       | abr                        | maig                       | juny                       | jul                        | ag                         | set                        | oct                        | nov                        | des                        | anual                      |
| ---------------------------------- | -------------------------- | -------------------------- | -------------------------- | -------------------------- | -------------------------- | -------------------------- | -------------------------- | -------------------------- | -------------------------- | -------------------------- | -------------------------- | -------------------------- | -------------------------- |
| Màxima rècord °C (°F)              | 34.6 (94.3)                | 38.2 (100.8)               | 41.5 (106.7)               | 44.9 (112.8)               | 48.3 (118.9)               | 48.5 (119.3)               | 49.1 (120.4)               | 49.2 (120.6)               | 47.2 (117)                 | 43.6 (110.5)               | 39.4 (102.9)               | 37.8 (100)                 | 49.2 (120.6)               |
| Màxima mitjana °C (°F)             | 25.5 (77.9)                | 26.1 (79)                  | 29.8 (85.6)                | 34.7 (94.5)                | 39.5 (103.1)               | 40.4 (104.7)               | 38.6 (101.5)               | 36.2 (97.2)                | 36.3 (97.3)                | 35.0 (95)                  | 30.5 (86.9)                | 27.1 (80.8)                | 33.31 (91.96)              |
| Mitjana diària °C (°F)             | 21.3 (70.3)                | 21.9 (71.4)                | 25.2 (77.4)                | 29.8 (85.6)                | 34.2 (93.6)                | 35.2 (95.4)                | 34.3 (93.7)                | 32.0 (89.6)                | 31.4 (88.5)                | 29.7 (85.5)                | 25.7 (78.3)                | 22.6 (72.7)                | 28.61 (83.5)               |
| Mínima mitjana °C (°F)             | 17.3 (63.1)                | 17.6 (63.7)                | 20.7 (69.3)                | 24.7 (76.5)                | 29.1 (84.4)                | 30.6 (87.1)                | 30.4 (86.7)                | 28.4 (83.1)                | 27.5 (81.5)                | 24.9 (76.8)                | 20.9 (69.6)                | 18.9 (66)                  | 24.25 (75.65)              |
| Mínima rècord °C (°F)              | 1.6 (34.9)                 | 2.3 (36.1)                 | 7.0 (44.6)                 | 10.3 (50.5)                | 17.2 (63)                  | 21.6 (70.9)                | 23.5 (74.3)                | 21.3 (70.3)                | 19.0 (66.2)                | 14.3 (57.7)                | 9.4 (48.9)                 | 4.5 (40.1)                 | 1.6 (34.9)                 |
| Precipitació mitjana mm (polzades) | 12.8 (0.504)               | 24.5 (0.965)               | 15.9 (0.626)               | 17.1 (0.673)               | 7.0 (0.276)                | 0.9 (0.035)                | 0.2 (0.008)                | 0.8 (0.031)                | 0.0 (0)                    | 1.0 (0.039)                | 6.8 (0.268)                | 13.3 (0.524)               | 100.3 (3.949)              |
| Humitat relativa mitjana (%)       | 63                         | 64                         | 58                         | 45                         | 42                         | 49                         | 60                         | 67                         | 63                         | 55                         | 60                         | 65                         | 57.6                       |
| Mitjana mensual d'hores de sol     | 268.6                      | 244.8                      | 278.3                      | 292.5                      | 347.4                      | 325.7                      | 277.7                      | 278.6                      | 303.9                      | 316.9                      | 291.9                      | 267.0                      | 3.493,3                    |
| Font: NOAA (1961–1990)             |                            |                            |                            |                            |                            |                            |                            |                            |                            |                            |                            |                            |                            |

## Demografia
El Ministeri d'Economia estimava que en la meitat del 2006 la població total del país era 2.577.000 habitants. D'aquests, 1.844.000 eren nascuts al país. La població va créixer de 2.018.000 habitants en el cens 1993 per 2.340.000 en el cens 2003.